# Mahmoud Fathallah
Mahmoud Fathallah Abdo (en árabe محمود فتح الله; nacido en Egipto, 12 de febrero de 1982) es un futbolista internacional egipcio. Juega de defensa central y su equipo actual es el Al-Mokawloon Al-Arab.

## Trayectoria
Mahmoud Fathallah empezó su carrera profesional en el Ghazl El-Mehalla en 2004.
En 2007 el Paris Saint-Germain francés se interesó por sus servicios. Finalmente el jugador rechazó la oferta y fichó por el Zamalek Sporting Club. Debutó con este equipo el 13 de agosto, en liga, en el partido Zamalek 0-1 Ismaily SC.
Con este club se proclamó campeón de la Copa de Egipto en 2008.

## Selección nacional
Ha sido internacional con la selección de fútbol de Egipto en 26 ocasiones. El 22 de agosto de 2007 el seleccionador nacional, Hassan Shehata, le hizo debutar en un partido amistoso contra Costa de Marfil.
Participó en la Copa FIFA Confederaciones 2009, siendo titular en todos los partidos que su selección disputó en el torneo.
Ayudó a su equipo a conquistar la Copa Africana de Naciones en dos ocasiones: 2008 y 2010.

## Clubes
| Club                  | País   | Año       |
| --------------------- | ------ | --------- |
| Ghazl El-Mehalla      | Egipto | 2004-2007 |
| Zamalek Sporting Club | Egipto | 2007-2014 |
| Tala'ea El-Gaish SC   | Egipto | 2014-2015 |
| El Entag El Harby SC  | Egipto | 2015-2016 |
| Al Nejmeh Beirut      | Líbano | 2016-2017 |
| Al-Mokawloon Al-Arab  | Egipto | 2017-     |

## Palmarés
- 1 Copa de Egipto (Zamalek, 2008)
- 2 Copas Africana de Naciones (Selección egipcia, 2010 y 2008)